# Оруджев, Мамед Казим оглы
Мамед Казим оглы Оруджев (азерб. Məmməd Kazım oğlu Orucov; 8 марта 1947, Беюк Веди, Ведибасарского района, Армянской ССР) — азербайджанский писатель, переводчик, драматург. Члены Союза писателей СССР (1983)

## Биография
Мамед Орудж родился 8 марта 1947 года в селе Беюк Веди Ведибасарского района Армянской ССР. В 1951 году указом тогдашнего правительства большая часть жителей села, в том числе и семья М. Оруджа, была переселена в село Шахсеван Бейлаганского района Азербайджанской ССР. После окончания средней школы в селе Шахсеван  в 1965 году М. Орудж поступает на отделение журналистики филологического факультета АГУ (Азербайджанский Государственный Университет) им. С.М. Кирова, окончив который, в 1969 году приступает к  трудовой деятельности  в газете «Азербайджан Генджлери» («Молодежь Азербайджана»), где  в скором времени назначается заведующим отделом  литературы и искусства. В 1971-1972 гг. проходил службу в рядах вооруженных силах. После возвращения из армии трудовую деятельность продолжает в Азербайджанском Государственном Комитете по телевидению и радиовещанию в должностях редактора, старшего редактора, заведующего отделом. В 1980 году поступает на работу в литературно-художественный журнал «Азербайджан» Союза Писателей Азербайджана литературным сотрудником, где продолжает работать по настоящее время, являясь заведующим отделом публицистики. Продолжает сотрудничество с Азербайджанским Государственным Комитетом по телевидению и радиовещанию.
Женат, трое детей: сын и две дочери.

## Творчество
Первые опыты в художественном творчестве Мамеда Оруджа состоялись ещё в школьные годы, когда его произведения были опубликованы в 1963-1965  гг. в газетах «Юксялиш» («Подъем»), «Азербайджан пионери»  («Пионер  Азербайджана»). В свою книгу «Семейное счастье», выпущенную издательством «Генджлик» в  1973 году Мамед Орудж включил  часть очерков и публицистических произведений, написанных им ещё в студенческие годы и опубликованных в газете «Азербайджан Генджлери». После того, как в этой газете увидел свет его первый рассказ «Воспоминания  бесплодного дерева», литературный журнал «Улдуз» («Звезда»)  опубликовал его рассказы «Песнь Камал муаллима» и «Баран с красным бантом».
В различные годы в журналах, альманахах, издательствах публиковались  его рассказы,  повести, романы - «Памятная песня» (1972 г.) «Второе имя» (1984г.), «Бухта  аистов» (1985 г.), «После ожиданий» (1989 г.), «Переселение» (1992 г.) «Баран с красным бантом» (издательство «Молодая Гвардия», 1984г.) «Танцевальная мелодия» («Советский писатель», 1991г.) В книге «Свидание на перевале» («Художественная литература», 1988г.) собраны, ранее опубликованные рассказы повести, романы.
В годы независимости вышли в свет ещё три книги: «Танцевальная мелодия» («Генджлик», 2012г.),  «Тайна бухарского узника» («Ганун нешри», 2016), книга «Три романа» («Наргиз», 2016 г.), включившая в себя  опубликованный в 1990 г. в журнале «Караван» роман «Переселение», а также произведения, написанные в последние  годы – «Короткое замыкание», «Черное зеркало», вступительное слово к которым написал академик Низами Джафаров.
Ряд произведений переведены на английский, французский, арабский, румынский, грузинский, украинский, армянский языки.
Пьеса М.Оруджа «За семи горами» в 1983г. была поставлена Мингечаурским Государственным драматическом театром (режиссёр Физули Саркаров), «Тебризские яблоки» в 1985 г. Нахичеванским Государственным музыкально-драматическим театром (режиссёр Вели Бабаев), пьеса «Лестница»  поставлена в 1986 г.  на сцене  Ленкоранского Государственного драматического театра (режиссёр Баба Рзаев), пьеса «Свидание с сыном» в 1988 г.  поставлена на Азербайджанском Государственном телевидении (режиссёр Гасан Аблуч).
Мамед Орудж перевел на азербайджанский язык произведения русскоязычных азербайджанских писателей: Муртуза Садыхова, Надира Агасиева, Асима Джалилова, Гульшен Лятифхан, М. Фира (Джамиля Мансурова), а также произведения русских писателей: Василия Белова, Еремея Айпина, Сергея Козлова, Дмитрия Мизгулина, Александра Кердана, Вячеслава ар-Сергина, Арсена Титова, Павла Черкашина, Елены Безруковой, Ирины Рябининой.

## Награды
литературная премии имени М.Ф Ахундова 1991 г., литературная премия имени Исы Меликзаде  2002 г., литературная премия имени Р. Рзы 2007 г.,  литературная премия «Золотое слово» Министерства культуры и туризма Азербайджанской Республики  2009 г.(?), а также лауреат Всероссийских литературных премий - «Югра» (2014) и имени Д.Н. Мамина-Сибиряка (2018).